# Minamibōsō
Minamibōsō (jap. 南房総市 Minamibōsō-shi, Minami-Bōsō-shi) – miasto w Japonii, w prefekturze Chiba, na głównej wyspie Honsiu (Honshū). Ma powierzchnię 230,10 km². W 2020 r. mieszkały w nim 35 844 osoby, w 14 720 gospodarstwach domowych  (w 2010 r. 42 113 osób, w 15 570 gospodarstwach domowych).